# Apogon robbyi
 Apogon robbyi és una espècie de peix de la família dels apogònids i de l'ordre dels perciformes.

## Morfologia
Els mascles poden assolir els 3,6 cm de longitud total.

## Distribució geogràfica
Es troba a Belize, Nicaragua i Jamaica.